# 玻尿酸
玻尿酸（英語：Hyaluronan），又稱透明质酸、玻璃醣醛酸、琉璃醣碳基酸，是一种由雙糖（D-葡萄糖醛酸及N-乙酰葡糖胺）基本結構組成的糖胺聚糖。玻尿酸广泛存在于结缔组织、上皮组织和神经组织中。与多数糖胺聚糖不同，玻尿酸並未硫酸化，并在细胞膜而非高基氏体中形成。其相对分子质量可达106量级。玻尿酸是细胞外基质的主要成分之一。
体重75公斤的正常人体内约含16克玻尿酸，其中约三分之一每天被分解并重新合成。同时，玻尿酸是A群链球菌荚膜的组成成分之一，被认为和病原体的毒性有关。

## 名稱
玻尿酸英語「hyaluronic acid」的「hyal-」意思是像玻璃一樣的、光亮透明的，而“-uronic”这一后缀与尿羰基酸（又稱醣醛酸）有关，與尿酸（uric acid）沒有關係。但从词源上讲，后缀“-uronic”确实来自希腊语“尿液”。

## 医学用途
膝关节注射玻尿酸是治疗骨关节炎的一种试验性疗法。此疗法尚存在潜在副作用，且尚无充足证据表明其对关节炎有显著功效。
含有玻尿酸钠活性成分的润肤产品可被用于缓解皮肤干燥（例如由异位性湿疹引起的乾皮症）。
对于一些癌症，患者体内玻尿酸濃度可反映预后情况。因此，玻尿酸也被作为前列腺癌与乳腺癌的标志物。玻尿酸也可用于监控癌症病程。
同时，玻尿酸已被用于合成具有瘉创功能的生物支架。这类支架中的玻尿酸及与其相连的纤连蛋白可以促进细胞向创口处迁移。这一作用对于伤口不易愈合的糖尿病人尤其重要。在白内障手术及其他手术中，玻尿酸亦被用于促进术后组织修复。

## 结构
卡尔·迈耶在1950年代阐明了玻尿酸的化学结构。玻尿酸是一种高分子的聚合物。是由单位D-葡萄糖醛酸及N-乙酰葡糖胺组成的高级多醣。D-葡萄糖醛酸及N-乙酰葡糖胺之间由β-1,3-配醣键相连，双糖单位之间由β-1,4-配醣键相连。双醣单位可达25000之多。在体内玻尿酸的分子量从5千到2千万道尔顿。

## 合成
玻尿酸是由膜蛋白玻尿酸合成酶合成的。脊椎动物有三种玻尿酸合成酶（HAS1, HAS2, HAS3）。这些酶通过交替反复加入其底物尿苷二磷酸-a-N-乙酰葡糖胺及尿苷二磷酸-a-D-葡萄糖醛酸而延长玻尿酸链，新产生的多糖透过细胞膜进入细胞外间质。
透明质酸的合成可以被一些化合物（例如7-羟基-4-甲基香豆素）来抑制。

## 應用
透明質酸具有特殊的生物活性，且擁有無毒、低免疫反應、高生物相容、生物可分解以及人體可吸收等特性，所以也可用於眼睛外科手術、關節內注射液、傷口癒合、外科手術防黏劑。實驗證明，透明質酸也可以透過口服，進入人體血液、肌肉、硬骨組織堆積，排出體外的僅5%左右。另外，透明質酸也可用來進行皺紋的填補、臉部組織的調整，近年來亦使用在注射在龜頭內的龜頭增大手術上。